# Жіноча збірна СРСР з гандболу
Жіноча збірна Радянського Союзу з гандболу представляла СРСР на міжнародних спортивних змаганнях.
На початку 1970-х років київський гандбольний клуб «Спартак» став на два десятиліття базовим клубом для жіночої збірної СРСР, яку  очолював український тренер Ігор Євдокимович Турчин. 
У складі жіночої команди СРСР, що перемогла на Олімпійських іграх 1976 року 11 з 14 гандболісток збірної були з України.
На турнірі 1980 року 10 гравців із 14 були представниками України. 
На Олімпіаді в Сеулі-1988 Турчин також зробив ставку на гравців української команди, і збірна зайняла 3 місце.  11 спортсменок збірної було з України.

## Олімпійські ігри
- 1976 :  Чемпіони
- 1980 :  Чемпіони
- 1988 :  Третє місце

## Чемпіонат світу
- 1962 : 6 місце
- 1973 :  Третє місце
- 1975 :  Друге місце
- 1978 :  Друге місце
- 1982 :  Чемпіони
- 1986 :  Чемпіони
- 1990 :  Чемпіони